# Diagrama lineal
Una forma gráfica de representar la relación entre conjuntos, además de los diagramas de Venn, Euler o de Hasse, son los diagramas lineales, en los que se representa la relación de pertenencia entre conjuntos.

## Ejemplos
Por ejemplo, la representación de la relación entre los conjunto: {\displaystyle B\subset A} sería como la figura de la derecha.
El subconjunto B se escribe en la parte inferior y el conjunto al cual pertenece: A, en la superior y se conectan con una línea, señalando esta pertenencia.
Si hay una relación entre tres conjuntos {\displaystyle C\subset B\subset A}, se haría del mismo modo:
En el caso, por ejemplo:
{\displaystyle A\subset B}
{\displaystyle C\subset B}
Se representaría así:
Indicando que A es un subconjunto de B, que C es un subconjunto de B y que los conjuntos A y C son no comparables, esto es, que ni A es un subconjunto de C, ni C es un subconjunto de A.

## Otros ejemplos
Podemos ver otros ejemplos:
|  |  |  |  |

Que también pueden representarse indicando el conjunto dentro de un círculo:
|  |  |  |  |

En ejemplo sofisticado sería el de la representación de la dependencia por pertenencia entre la conectivas lógicas: